# Jardín Botánico de Darjeeling
El Jardín Botánico de Darjeeling (inglés : Lloyd's Botanical Garden, o también conocido como Darjeeling Botanical Garden), es un jardín botánico en Darjeeling en el estado indio de Bengala Occidental. 
Su código de reconocimiento internacional como institución botánica, así como las siglas de su herbario es DARJL.

## Localización
Lloyd Botanic Garden Department of Botany, Darjeeling Government College, Darjeeling 734 101, West Bengal, India.
Planos y vistas satelitales.27°2′23.6394″N 88°15′48.9594″E / 27.039899833, 88.263599833

## Historia
El Lloyd's Botanical Garden fue creado en 1878 cuando fueron adquiridos en la ciudad de Darjeeling unos terrenos de 40 acres (16 hectáreas) de extensión por el Jardín Botánico de Calcuta con la intención de crear un anexo en esta zona. 
Estos terrenos fueron suministrados por William Lloyd, en cuyo recuerdo ha sido nombrado el jardín botánico. 

## Colecciones
Actualmente en el jardín botánico se distinguen las secciones de:
- Bosque con plantas nativas de la región de colinas de Darjeeling al pie de los Himalayas, de la región de Sikkim y regiones limítrofes. Con especies preservadas de bambús, robles, magnolias, arisaema, cotoneaster, geranios silvestres, y rhododendron
- Colección de Cactus y Suculentas con más de 150 especies que están distribuidas en el invernadero.
- Orquídeas nativas procedentes del Singalila Ridge actualmente el Singalila National Park, es una colección notable con numerosos ejemplares raros.
- La rocalla del Rock Garden, Darjeeling.